# Bronsskimmerspindel
Bronsskimmerspindel (Micaria aenea) är en spindelart som beskrevs av Thörell 1871. Bronsskimmerspindel ingår i släktet Micaria och familjen plattbuksspindlar. Arten är reproducerande i Sverige. Inga underarter finns listade.